# 平遠艦
平遠号，原名“龍威”，是中國清朝福州船政局參考“超勇”與“濟遠”首次自行設計建造的全鋼甲軍艦，同時是該廠第29號艦，亦為19世紀末中國造船工業的巅峰之作，造價白銀52.4万兩。“平遠”号屬于全钢甲巡洋艦，排水量2150噸，吃水4.4米，航速達10.5節，首位管带为李和。1894年參加黃海海戰，1895年在北洋水师投降后被日军接收编入日军。最后于1904年日俄战争时在旅顺对开海域触雷沉没。

## 建造經過
福州船政自1866年開始建設，至1884年中法戰爭前已先後建造兵船、快船等二十多艘，多數為木質船身，或鐵架木殼，主要裝備福建水師。1884年中法戰爭馬江戰役中福建水師覆沒後，裴蔭森接任張佩綸為福建船政大臣。裴蔭森於1885年5月向清廷要求准許福州船政按法國“黃泉級”（Achéron）近海防御铁甲舰，仿造鋼甲巡洋艦三艘，以裝備福建水師。預算每艘戰艦未計武器成本約為46萬兩，三艦共白銀130餘萬兩。裴蔭森的上疏（《恳准拨款试造钢甲兵船折》）得到福建將軍穆图善及左宗棠的支持，開始時得到慈禧朱批批准。
|        |  |  |
| ——慈禧 |  |  |

但在此同時北洋大臣李鴻章亦正向朝廷申請從歐洲購買穹甲巡洋艦，強烈批評福州船政的提議；指船政的計劃的艦隻無論動力、火力及佈局皆不合理，不合海戰，不可能敵歐洲各國之鐵甲艦，造價過高；更指裴蔭森是受到船政廠內製船學生的“蠱惑”。雙方對購艦、建艦爭論不休。剛好此時左宗棠逝世，船政失去有力支持者。結果清廷決定船政由建三艦改為先建一艦，建成後調歸北洋艦隊。同時亦批准北洋向歐洲購艦，但數量由六艦減為四艦。
負責艦隻建造的是福建船政學堂首屆前學堂畢業生，曾經留學法國的魏瀚。1886年，魏瀚前往法國購買建艦所需鋼材。同年12月7日，為艦隻安放龍骨，至1888年1月29日首次下水，並被命名為“龍威”。龍威是中國首艘自行设计建造的裝甲戰艦，過程中沒有聘用任何外國技术人员，反映了當時中國造船工业的最高水準。

## 性能

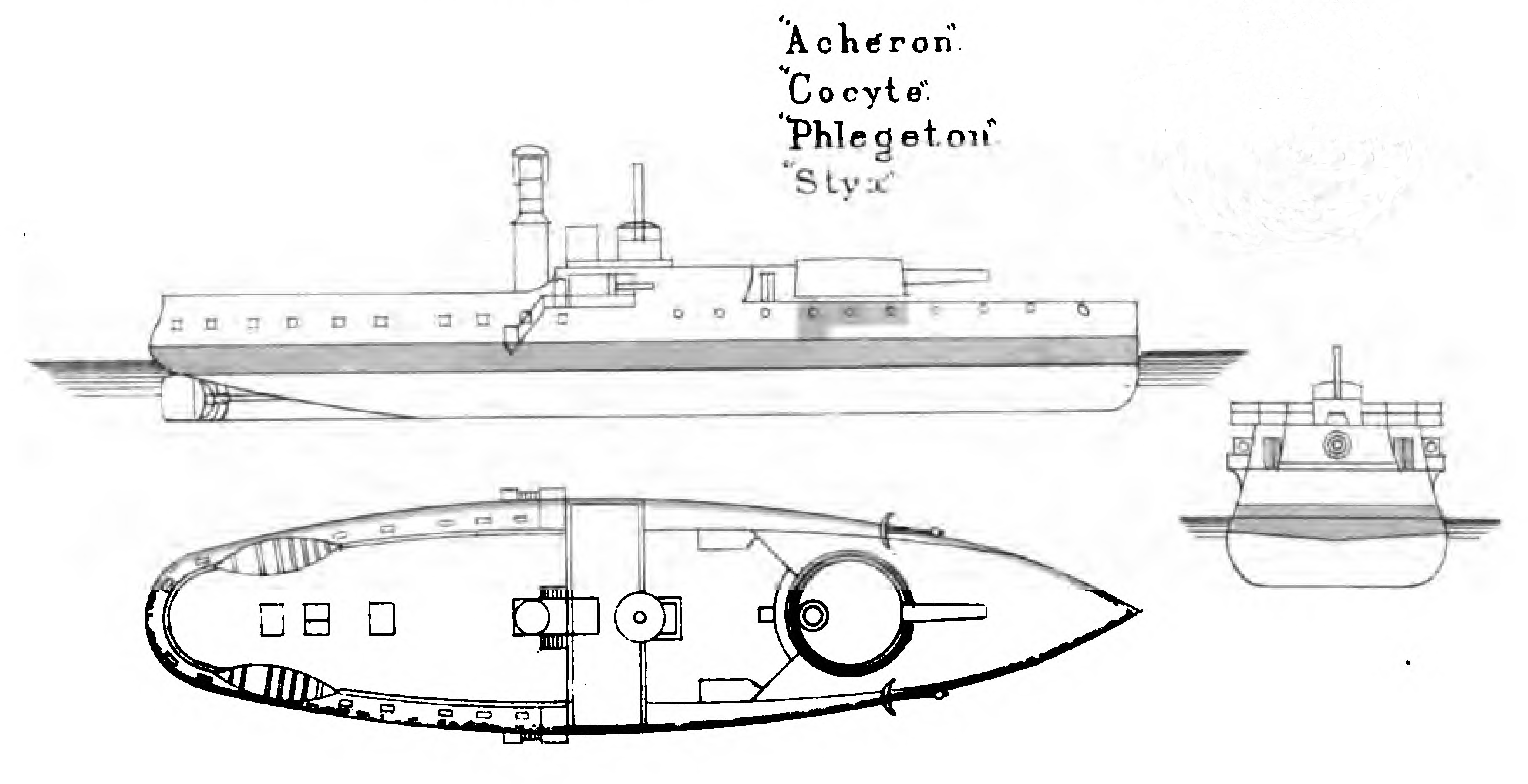
法國“黃泉級”铁甲舰

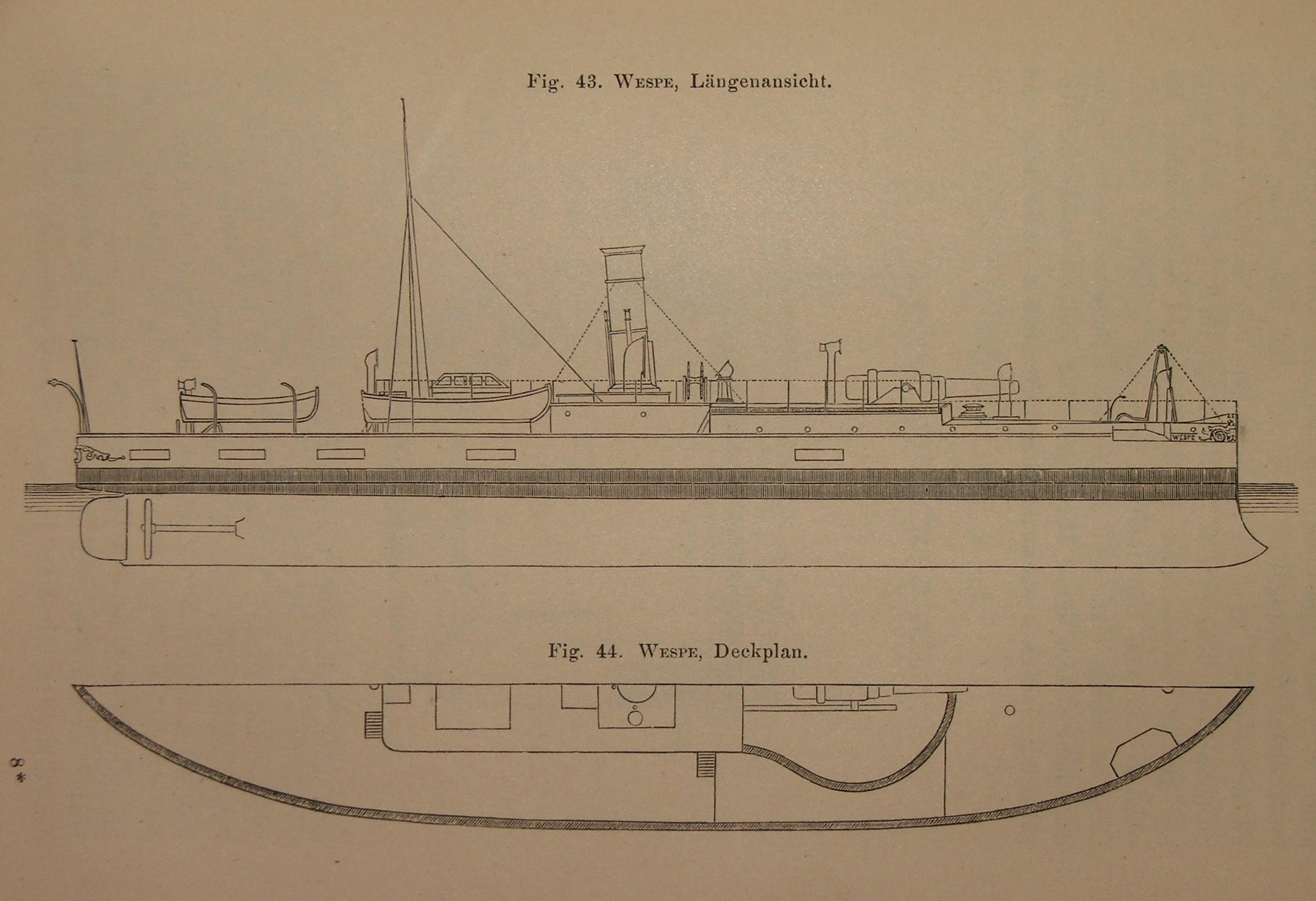
德國「胡蜂」級裝甲砲艦

龍威（平遠）艦主要設計根據法國「黃泉」級（Achéron）仿造，黃泉級屬於近岸防禦艦隻，是根據德國的「胡蜂」級裝甲砲艦發展而來，而「胡蜂」級艦是從英國倫道爾炮艇（時稱「蚊子船」）改良擴大而來。當時清朝海軍採用蚊子船已被困擾多年，但李鴻章並不明白黃泉級是從蚊子船演變而來。:199,201龍威在設計上略有改良。龍威艦身長197呎，寬40呎，艙深21.25呎，正常排水量2,150噸，滿載2,640噸，吃水13.1呎，最厚處裝甲8吋。動力裝置由福州船政所造，四鍋爐，兩台三級往復式蒸汽機，2,400匹馬力，雙軸推進，巡航速度10.5節。船隻為雙重船殼，裝有5至9吋的水線裝甲。甲板裝甲2吋，司令台、炮塔等2吋。裝甲為法國製造。艦隻編入北洋艦隊後方才裝上武器，主炮為一門克虜伯（Krupp）生產之260毫米後膛炮，船舯後方裝備的2門副炮為150毫米克虜伯火炮、47毫米速射炮2門、多管機關炮5門，同時配備8門3磅（47毫米）砲與四支18吋魚雷發射管。乘員145人，管帶為都司階。

## 編入北洋水師
龍威號於1888年1月29日下水，於1889年9月28日宣告完工，造價白銀52萬4千兩。之後於10月初經上海，準備駛往天津。途中出現技術故障，被迫折返。李鴻章向裴蔭森電稱龍威“斷不可靠”，著其“毋庸北來”，否則亦“無人收管”。裴蔭森在上海緊急為艦隻維修，同時上書朝廷，請求將負責工程的三名監造革去頂戴。1888年的5月15日由船政學堂管帶林承謨率領首次出海試航。到了該年12月12日，北洋艦隊循例南下上海，水師提督丁汝昌及英人總教習琅威理上“龍威”艦航行測試，結果二人對艦隻甚為滿意。龍威最後在1890年5月編入北洋海軍，並按北洋之慣例易名為平遠。李鴻章在天津親自上艦後，稱“閩廠初次試造，已屬難得”，但又稱“以之归队操练，聊助声威，尚未可专任海战”。遂於1890年5月16日將其調往北洋艦隊服役，同時配合北洋其它各艦之名改為“平遠”號。但在北洋水師之內始終處於第二線位置，其管帶李和（福建船政學堂第一屆）亦只屬都司一級，不如訓練艦的管帶，而與蚊子船管帶同級。:214

## 甲午海戰
1894年9月17日大東溝海戰爆發時，平遠與廣東艦隊的廣丙（管帶程璧光）及魚雷艇位於外圍警戒。甲午戰事發生後，各艦赴援，平遠於下午2時以後與廣丙聯合進攻日本旗艦松島號防護巡洋艦。
比照清日兩方的海戰紀錄，平遠艦主炮確切戰果是擊中松島號1發，癱瘓右舷魚雷管，並殺傷4人，之所以沒造成更大損失是因為該枚擊中的炮彈內裝填水泥而非標準榴彈；但平遠艦隨後也遭到吉野號主炮擊中，主炮發生大火癱瘓後撤離戰線。海戰結束後，平遠艦在旅順港完成修復，並隨著其它北洋軍艦撤入威海衛港。1895年2月17日在威海衛港本艦與其他受困清艦共十艘同時向日軍投降，當時管帶仍為李和。日軍佔領劉公島後，平遠於1895年3月16日被日本接收而成為戰利艦，編入日本帝國海軍序列。

### 日本帝國海軍時代
与一般日本會對戰利艦進行更名的狀況不同，日軍接收平遠艦仍是以相同的名稱，只是在日文中“平遠”的發音成為“Hei Yen”（へいえん）。編入日軍的平遠艦主砲因性能尚優而保留，副炮則統一換為英製152公厘速射炮，主要擔任訓練艦；1898年3月21日再改列為一等炮艦。日俄戰爭時，平遠艦編入第三艦隊第七戰隊參與旅順會戰，艦長淺羽金三郎中佐，1904年9月18日砲擊金州灣俄軍要塞時在鳩灣洋面觸雷沉沒（兩個月後濟遠艦在同一地點觸雷沉沒），包含淺羽艦長在內193人死亡，1905年5月21日自日本帝國海軍中除籍。
现日本岡山市北區吉備津的福田海本部中存放有一枚平远舰在黄海大战时击中日舰西京丸的260毫米主炮炮彈。

#### 艦長
日本海軍
- 柏原長繁 大佐：不詳 - 1896年8月13日
- 細谷資氏 大佐：1896年8月13日 - 1897年4月17日
- 大塚暢雄 大佐：1897年4月17日 - 12月1日
- 中山長明 大佐：1897年12月1日 - 1898年5月23日
- 中尾雄 中佐：1898年5月23日 - 11月2日
- 有川貞白 中佐：1899年9月29日 - 1900年3月14日
- 太田盛实 中佐：1900年3月14日 - 3月26日
- 小泉鑅太郎 中佐：1901年8月30日 - 1902年6月5日
- 毛利一兵衛 中佐：1902年6月5日 - 10月6日
- 大城源三郎 中佐：1902年10月6日 - 1903年4月21日
- 浅羽金三郎 中佐：1903年7月11日 - 1904年9月18日战死

## 外部連結
- 馬幼垣：〈北洋海軍「平遠」艦考釋 （页面存档备份，存于）〉。
- 平遠 （页面存档备份，存于）
- 中華文史網